# Erucastrum
Erucastrum là một chi thực vật có hoa thuộc họ cải. Chi có khoảng 18 loài. Các loài Erucastrum thường được gọi là dogmustards trong tiếng Anh.
Bao gồm các loài:
- Erucastrum gallicum
- Erucastrum rostratum

## Hình ảnh

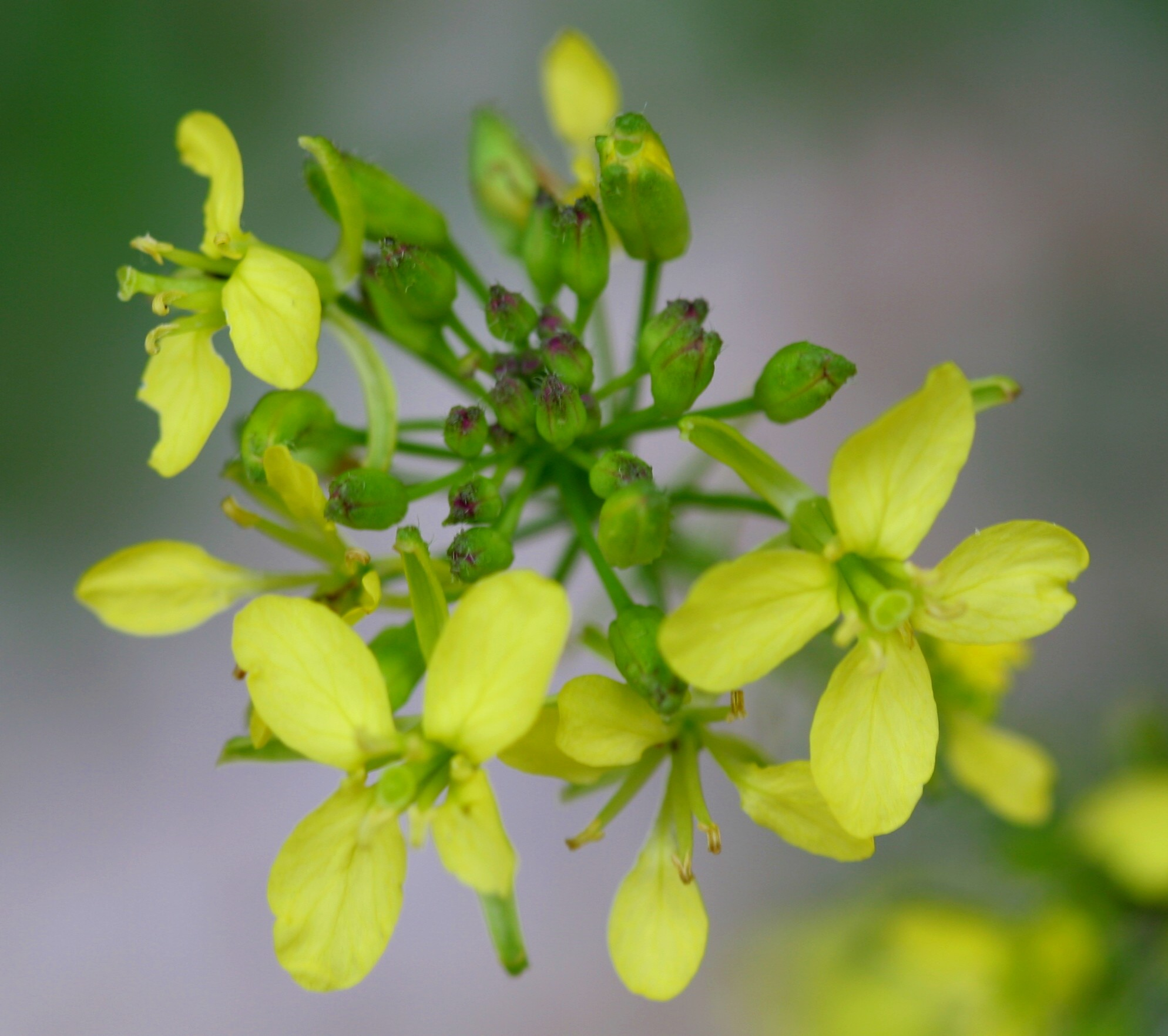
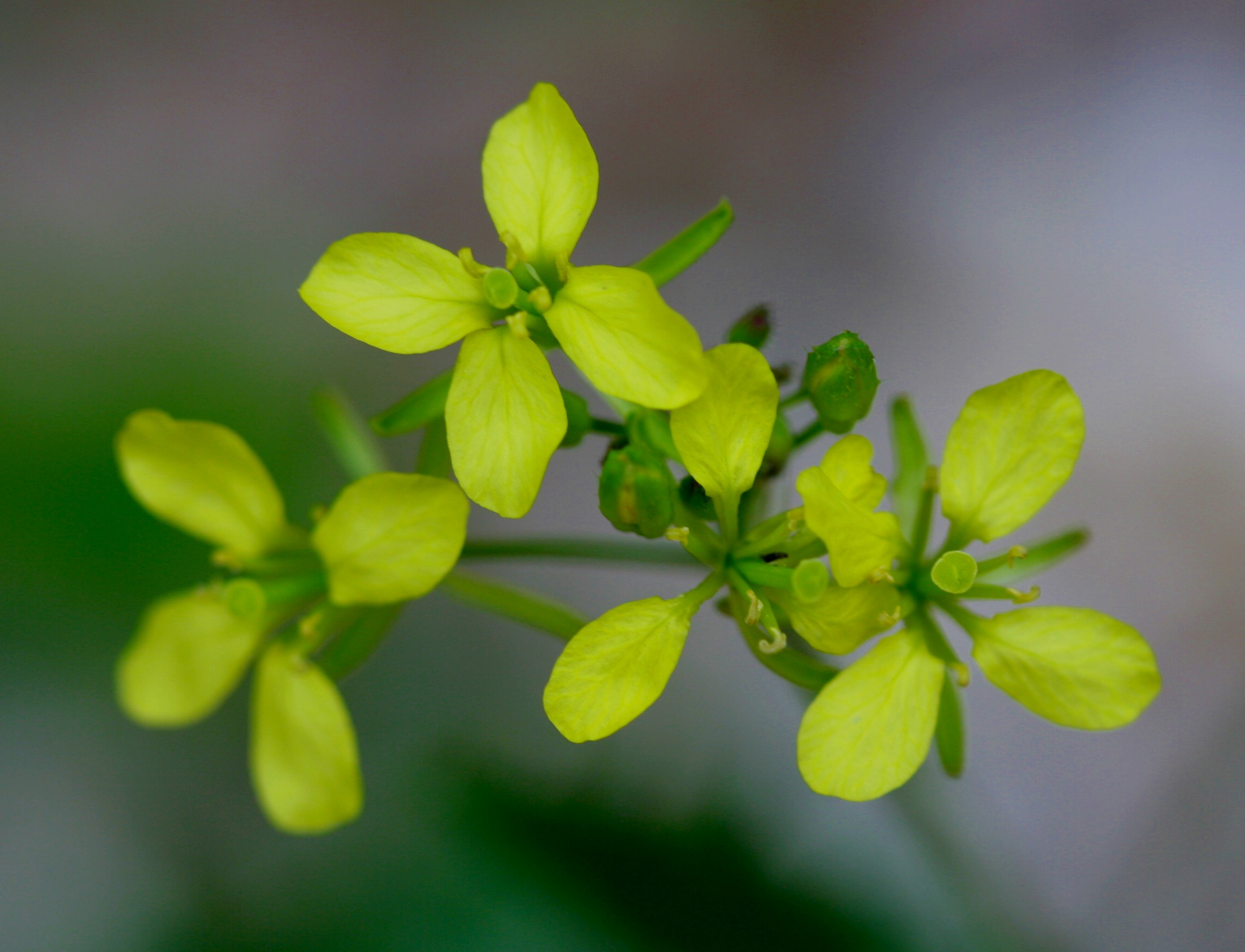
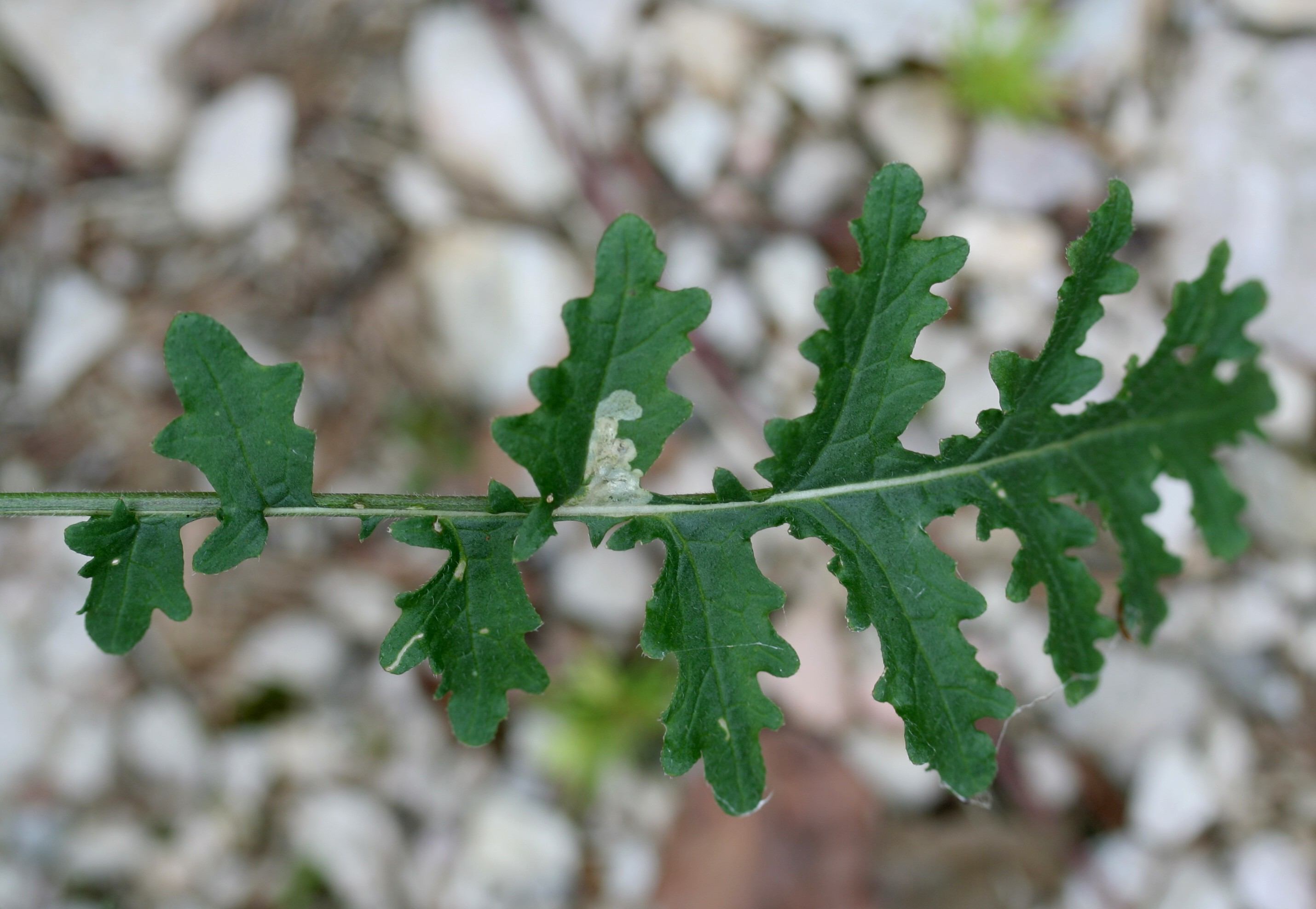